# Lucio Licinio Lúculo
Lucio Licinio Lúculo (en latín, Lucius Licinius Lucullus; ca. 118 a. C. - ca. 56 a. C.) fue un destacado político y militar romano del siglo I a. C. Combatió a las órdenes de Sila en la guerra Social y en la primera guerra mitridática, y le apoyó en la primera guerra civil. Fue cónsul en el año 74 a. C. y venció a Mitrídates VI de Ponto en la tercera guerra mitridática, en Asia Menor.

## Biografía

### Ascendencia y primeros años
Era hijo de Lucio Licinio Lúculo, quien había sido pretor en 104 a. C. y partícipe, aunque sin mucho éxito, en la segunda guerra servil, y terminó marchando al exilio tras ser declarado culpable de concusión . Su abuelo paterno también se llamaba Lucio Licinio Lúculo y había ejercido el cargo de cónsul en 151 a. C. y luego el de gobernador de la Hispania Citerior. Por medio de su madre, Cecilia Metela, hija del cónsul Lucio Cecilio Metelo Calvo, era primo de Quinto Cecilio Metelo, apodado «Pío» o «Piadoso». Políticamente, pertenecía al círculo de Lucio Cornelio Sila.
No se dispone de ninguna constancia acerca de su fecha de nacimiento, pero según Plutarco, era mayor que Gneo Pompeyo, lo que sitúa su nacimiento antes de 106 a. C. Se estima que nació en torno al año 118 a. C. por el hecho de que su hermano menor, Marco Terencio Varrón Lúculo fue edil plebeyo en 80 a. C., para lo cual se requería una edad de treinta y seis años, y puesto que ambos eran hermanos, no podían llevarse mucho tiempo, tal como lo demuestra el hecho de que sus carreras políticas fueran casi simultáneas.
A comienzos de la década de 90 a. C. acusó, junto a su hermano, al fiscal Gayo Servilio Vatia de cometer robos. Este fue el responsable, años atrás, de haber desterrado a su padre a Lucania. En el juicio se desataron actos de violencia en los que hubo muchas muertes y Servilio terminó huyendo de la ciudad. A pesar de ello, la gente consideró un acto heroico que los dos jóvenes hermanos persiguieran al malhechor, ganando ambos una gran popularidad.

### A las órdenes de Sila

#### Conflictos en Italia
A finales de 91 a. C. los aliados itálicos, tras intentar sin éxito conseguir la ciudadanía romana, se rebelaron contra Roma, dando comienzo a la llamada guerra Social. Lúculo combatió en esta guerra como tribuno militar. Es probable que este no fuera su bautismo de fuego, puesto que para ocupar el cargo se requería el haber participado en cinco campañas, pero es la primera acción militar suya de la que hay constancia. Para esa época, muchos de los deberes que tiempo atrás eran propios de los tribunos militares, como la comandancia de una legión, habían pasado a manos de los legatus y generalmente los que ocupaban el puesto no terminaban destacándose ni aumentando su fama militar. Lúculo, no obstante, probaría ser una de las excepciones a la regla.
Se sabe que Lúculo fue tribuno en 89 a. C.; no obstante, puesto que se podía servir como tribuno militar durante más de un año, cabe la posibilidad de que también lo fuera en 90 a. C. Primero combatió a las órdenes del cónsul Lucio Porcio Catón, y cuando este murió en combate, pasó a servir bajo las órdenes de Lucio Cornelio Sila, quién estaba adquiriendo una brillante reputación por sus campañas.

#### Comandante de la flota contra Mitrídates
Durante la primera guerra mitridática, en el invierno de 87 a 86 a. C., fue procuestor. Sila le encargó organizar una flota a partir de un escuadrón de seis naves, con objeto de contrarrestar el dominio marítimo de la armada del Ponto. Lúculo visitó varias islas y ciudades del Mediterráneo oriental, aliadas de los romanos, y consiguió reunir una flota considerable que dirigió con maestría. Auxilió a Sila en el asedio de Atenas, consiguiendo expulsar a las fuerzas del rey del Ponto de las islas de Quíos y de Colofón (86 a 85 a. C), y en el verano de 85 rehusó ayudar al caudillo popular Cayo Flavio Fimbria, que había atrapado a Mitrídates en Mitilene, lo que permitió escapar al rey del Ponto. Poco después derrotó a la flota póntica dirigida por Neoptólemo en la Batalla de Tenedos (86 a. C.), lo cual permitió que Sila cruzara a Asia Menor.

#### Procuestor de Murena
Tras la firma de la paz con Mitrídates, entre los años 85 y 80 a. C. Lúculo permaneció en Asia, siempre como procuestor, recaudando dinero para financiar la guerra de Sila contra los populares, tarea que realizó con éxito y sin extorsiones onerosas, demostrando grandes dotes como administrador. Al mismo tiempo, reprimió con prontitud y vigor la revuelta de Mitilene.

### Ascenso político
A finales de 80 partió para Roma, siendo nombrado edil en 79 a. C. junto con su hermano Marco Terencio Varrón Lúculo. Según Plutarco, se había negado a desempeñar tal magistratura por afecto hacia su hermano, esperando hasta que tuviera la edad necesaria para poder hacerlo juntos. Ambos financiaron unos juegos esplendorosos, notables por introducir por primera vez el combate de elefantes contra toros.
El moribundo Sila le dispensó el máximo afecto, dedicándole sus Memorias y encargándole la revisión y el comentario de las mismas, así como la tutoría de su propio hijo, Fausto Cornelio Sila, excluyendo a Pompeyo, hecho que según Plutarco fraguó la enemistad entre ambos.
Una ley especial de Sila le permitió ser Pretor justo tras la edilidad, en el 78 a. C., y propretor del 77 al 76 en África, donde nuevamente dio prueba de sus dotes como administrador. Fue finalmente elegido cónsul en 74 a. C. junto con Marco Aurelio Cota, oponiéndose a los intentos del tribuno de la plebe Lucio Quincio de derogar las leyes silanas.

### La tercera guerra mitridática
Al final de su periodo consular obtuvo la provincia de la Galia Cisalpina y su colega Cotta la de Bitinia (recién legada a Roma por su último rey, Nicomedes IV). Pero en aquel momento murió Lucio Octavio, el procónsul de Cilicia, y Lúculo consiguió ser nombrado procónsul de esta provincia, en lugar de la Galia. Recibió el encargo de dirigir, si se requería, la guerra por tierra contra Mitrídates VI de Ponto, la cual se veía venir, mientras Cotta tendría el mando de la flota.

#### La campaña del 73a.C.
Al final del año 74 a. C. ya estaban los dos cónsules en Asia. Lúculo traía una legión desde Italia y encontró otras cuatro en Asia, que eran las antiguas fuerzas que habían servido bajo el mando de Fimbria. Restauró la disciplina de estas tropas y al final pudo reunir treinta mil infantes y 2500 jinetes. Justo a tiempo, ya que pronto recibió noticias de que Mitrídates había invadido Bitinia (73 a. C.) con 150.000 hombres, había derrotado a Cotta por tierra y mar y lo había bloqueado en Calcedonia. Lúculo se dirigió a Galacia pero al pasar a Frigia se vio detenido en Otryae por un destacamento de Mitrídates dirigido por un romano exiliado llamado Varius. La aparición de un meteoro impidió el enfrentamiento. 
Mientras tanto, Mitrídates abandonaba el asedio de Calcedonia dirigiéndose contra Cízico. Lúculo, gran estratega y un táctico de extraordinario talento, se dirigió a esta zona, pero sin prisas, confiando en las dificultades logísticas del rey para mantener un ejército tan grande. Estableció el campamento a cierta distancia, desde donde podía vigilar a su enemigo, interceptar sus comunicaciones e obstaculizar sus suministros. Cuando el invierno impidió a Mitrídates recibir suministros por mar, el hambre alcanzó a sus hombres y tuvo que levantar el asedio. Un destacamento de vanguardia de quince mil hombres fue atacado por Lúculo y aniquilado en Rhyndacus. Cuando el grueso de las fuerzas del rey empezó la retirada, Lúculo atacó su retaguardia en el paso del Aesepus y en el Gránico, causando numerosas bajas al enemigo. Aquellos que escaparon se refugiaron en Lampsaco, bajo el mando de Varius.
El ejército de Mitridates quedó seriamente dañado pero el rey conservó el dominio del mar. Dio el mando de la flota al romano Varius con orden de mantener el dominio en el mar Egeo mientras él regresaba a Bitinia. Lúculo envió a sus lugartenientes Voconius y Triarius en su persecución, mientras él mismo se ocupaba de formar una flota en el Helesponto con aportaciones de todas las ciudades griegas de Asia. El primer combate fue en Ilium, y Lúculo derrotó a la flota póntica. El segundo fue en Lemnos en donde la flota del rey fue casi aniquilada y el mismo Varius fue hecho prisionero junto con su estado mayor.
Lúculo se dirigió entonces a Nicomedia donde estaban Cotta y Triarius preparándose para asediar a Mitrídates. El rey póntico, cuando conoció la derrota de la flota, huyó de la ciudad y escapó por mar hacia su reino. Lúculo se reunió con Cotta y Triarius en Nicomedia y envió al primero a forzar el levantamiento del asedio de Heraclea. Triarius, con la flota, fue enviado al Bósforo, para impedir la unión de las escuadras enemigas. 
Lúculo, con el grueso del ejército, atravesó Galacia saqueando el país. Entró en Ponto sin ninguna oposición seria hasta Temiscira, pero para evitar que el rey iniciara una guerra de guerrillas en las montañas, no lo persiguió hasta Cabeira (donde estaba ahora Mitrídates) y se detuvo para asediar Amisos y Eupatoria. Esperaba que al privar al rey de estas importantes ciudades lo obligaría a someterse; pero Mitrídates envió refuerzos a las dos ciudades sitiadas y permaneció tranquilo en Cabeira donde disponía de una fuerza de cuarenta mil infantes y cuatro mil jinetes.

#### La campaña del 72a.C.
Calímaco, el comandante de la guarnición de Amisos, hizo una gran defensa de la ciudad. A pesar de la energía desplegada por Lúculo para tomarla, el asedio se prolongó a lo largo de todo el invierno sin ningún resultado decisivo. En la primavera del 72 a. C. Lúculo dejó a Murena con dos legiones para mantener el asedio y marchó contra Mitrídates en Cabeira, pero la superioridad del póntico en caballería impidió un enfrentamiento directo. Solo se produjeron escaramuzas en donde los romanos llevaron la peor parte. Finalmente, por la carencia de provisiones, Lúculo tuvo que retirarse hacia Capadocia.
Justamente entonces unos destacamentos de tropas reales dirigidos por Menemachus y Myrom fueron aniquilados por uno de los lugartenientes de Lúculo, y Mitrídates decidió alejarse del enemigo; pero al dar las órdenes de retirada el pánico se apoderó de las tropas, que se desbandaron. El mismo rey estuvo a punto de morir en la confusión y fue perseguido por la caballería romana hacia Comana, desde donde huyó a Armenia acompañado solo por un pequeño cuerpo de caballería. Tigranes II de Armenia lo acogió. Lúculo, después de hacerse dueño de la fortaleza de Cabeira, persiguió al monarca hasta Talaura, pero al ver que se había retirado a Armenia, se detuvo en esta ciudad y envió a Apio Claudio Pulcro como embajador al rey Tigranes, pidiendo lo entrega de Mitrídates. 
Lúculo recibió la sumisión de la Pequeña Armenia, que había sido sometida previamente por Mitridates, así como tributos de los colcos y tibarenos. Tras ello, se volvió para someter completamente el Ponto. Las ciudades de Amisos y Eupatoria, que todavía resistían, se rindieron, pero Amisos fue incendiada por Calímaco antes de huir, y aunque Lúculo hizo lo posible por extinguir las llamas, sus soldados estaban más interesados en el saqueo que en secundar sus esfuerzos y la ciudad finalmente se quemó en gran parte. Él, sin embargo, trató de reparar el daño en la medida de lo posible concediéndole la libertad a la ciudad e invitando a nuevos pobladores con privilegios especiales. Heraclea, aún sitiada por Cotta, no cayó en poder de los romanos hasta el año 71 a. C. y Sinope fue capturada por Lúculo poco después, completando con ello la conquista del reino del Ponto. Al mismo tiempo, Macares, hijo de Mitrídates, al que su padre había nombrado rey del Bósforo, envió embajadores para hacer ofertas de sumisión al general romano e incluso le ayudó con barcos y suministros para la conquista de Sinope. Mientras tanto, Apio Claudio no obtuvo una respuesta positiva de Tigranes y se sospechó que los dos reyes preparaban una nueva guerra en conjunto.
Lúculo llevó a cabo una monumental labor de saneamiento económico de la Provincia de Asia, que se encontraba sumida en una grave crisis financiera provocada por la brutal explotación a la que la sometían los publicanos que tenían arrendada la recaudación de impuestos. Ello le valió la hostilidad de los equites y de numerosos senadores que sacaban pingües beneficios con las depredaciones de los publicanos.

#### La campaña del 69a.C.
En la primavera del 69 a. C., Lúculo decidió anteponerse a los planes de Mitrídates y Tigranes con la invasión de Armenia, que efectuó con 12.000 infantes y 3.000 jinetes. Dejó el gobierno del Ponto a su lugarteniente Sornatius y con la asistencia de Ariobarzanes II de Capadocia, y tras cruzar el río Éufrates, avanzó por Sophene, cruzó el Tigris y se dirigió hacia la capital del rey armenio, Tigranocerta. El rey armenio envió un ejército al mando de Mitrobarzanes para detener a Lúculo, pero el ejército armenio fue derrotado y sus fuerzas aniquiladas. Tigranes huyó de Tigranocerta y encargó la defensa a su oficial Mancaios (para los romanos Manceo, latín Mancaeus), retirándose al interior del país mientras reunía nuevas tropas. Lúculo asedió Tigranocerta con la esperanza de que el rey armenio intentara atacar a los sitiadores y forzar un combate decisivo. Cuando Tigranes reunió sus tropas, envió un contingente que pudo reforzar la ciudad y sacar a sus mujeres y concubinas, y animado por este éxito se presentó en la zona con 150.000 infantes, 55.000 jinetes y 20.000 arqueros y honderos. Sin embargo, Lúculo avanzó con su pequeña fuerza al encuentro de este ejército formidable, y cuando alguien le recordó que el día (el seis de octubre) era un día de mala suerte, él respondió: "Entonces yo lo haré un día afortunado". Tigranes fue completamente derrotado en la Batalla de Tigranocerta (69 a. C.). Se decía que Tigranes se había burlado de Lúculo porque sus hombres «eran demasiado escasos como para formar un ejército, pero demasiados para una embajada», poco antes de que los romanos aniquilaran sus huestes. La caída de Tigranocerta fue inevitable. La ciudad fue objeto de saqueo, pero sus habitantes se salvaron, y los griegos, que habían sido obligados a trasladarse allá desde Cilicia y Capadocia, pudieron volver a sus respectivas ciudades.
Los dinastas locales tuvieron que aceptar el protectorado romano, entre ellos el rey de Comagene, Antíoco. Lúculo invistió al seléucida Antíoco XIII Asiático, que aprovechando los hechos había recuperado el reino de Siria de manos de los armenios y había sido proclamado en Antioquía (ya había sido reconocido antes por el senado romano como legítimo rey). Los romanos pasaron el invierno en la Gordiene (Corduene). La ciudad de Nísibe todavía resistía bajo la dirección del ingeniero griego Calímaco, el antiguo eficaz defensor de Amisos. 
Pero el más importante de los monarcas vecinos era Fraates, rey de los partos, a quien Lúculo, sabedor de que su amistad y alianza había sido intensamente cortejada por Mitrídates y Tigranes, envió a Sextilio como embajador. El monarca parto dio una recepción amistosa al enviado romano, y lo despidió con hermosas promesas, pero su objetivo era solo contemporizar, y, por lo tanto era dudosa su conducta futura, lo que llevó a Lúculo a diseñar un plan para dejar a Mitrídates y Tigranes para otro momento, y marchar contra Fraates. Pero sus proyectos se vieron abortados por una rebelión en su propio ejército. Mientras preparaba la renovación de las operaciones militares en las regiones montañosas, envió órdenes a Sornatius para traer en su apoyo a las tropas que había dejado en el Ponto, pero los soldados se negaron rotundamente a seguirlo, y el legado no pudo hacer valer su autoridad. Incluso aquellos que estaban bajo el mando de Lúculo en la misma Gordiene, se alarmaron ante la idea de marchar contra los partos, y no solo obligaron a su general a abandonar este proyecto, sino que además hubo dificultades para proseguir de nuevo la campaña contra Mitrídates y Tigranes.

#### La campaña del 68a.C.
Mientras tanto, Tigranes recorrió Armenia reuniendo un nuevo ejército para pasar al ataque en la primavera de 68 a. C. Oficiales griegos instruyeron a unos cuarenta mil soldados y treinta mil jinetes, armenios, iberos y medos, entre otros. Aprovechando los saqueos de los templos y santuarios que hacían los romanos, se pudo dar a la lucha un cariz de defensa de la nación y de la religión. 
En la primavera del 68 a. C. Lúculo decidió atacar Artaxata, en el corazón de Armenia. Salió de la región de Mygdonia hacia aquella ciudad un poco más tarde, ya en pleno verano. Tigranes, acompañado de Mitrídates VI Eupator, rehusaron la batalla frontal, y con la caballería intentaron evitar el abastecimiento de los romanos. Para forzar el combate, Lúculo llegó hasta el río Arsanias, camino a Artaxata. Cerca del río, al lado de Manazkert, los armenios presentaron la llamada batalla de Artaxata. La victoria de los romanos fue, una vez más, decisiva y los dos reyes huyeron ignominiosamente, dejando un gran número de sus hombres caídos en el campo de batalla. 
Pero cuando Lúculo quiso seguir adelante con la intención de hacerse dueño de Artaxata, la capital de Armenia, intervino un factor inesperado: sus tropas se negaron a continuar la marcha por tan inhóspita región. Téngase en cuenta que Lúculo, aunque era un gran general, era también un aristócrata incapaz de ganarse el afecto de sus soldados. Para colmo, sus legiones eran las llamadas fimbrianas, antaño reclutadas por Lucio Cornelio Cinna para combatir a Sila. Lúculo las había sometido a una dura disciplina, lo que unido a su condición de aristócrata y amigo personal de Sila le hicieron tremendamente impopular, y de ahí el carácter levantisco de los soldados. 
Lúculo se vio obligado, por tanto, a regresar hacia el sur, donde puso sitio a la ciudad de Nísibis, en Mygdonia, la cual estaba defendida por el conocido Calímaco. Aunque se consideraba totalmente inexpugnable, Lúculo logró ocuparla durante una noche de invierno oscura y tormentosa

#### La campaña del 67a.C.
Pero el descontento entre sus tropas, que ya habían dado a Lúculo muchos problemas, estallaron con renovada violencia en el campamento de Nísibis. Estas acciones de descontento fueron impulsadas por su propio cuñado, Publio Clodio Pulcro, que fue acusado por ellas de prolongar la guerra para sus propios objetivos personales. En vano Lúculo trató de convencer a su rebelde ejército para reanudar las operaciones en la primavera del año 67 a. C., y mientras él permanecía inmóvil en Nísibis, Mitrídates, con ocho mil soldados, la mitad de ellos armenios, entraba en el Ponto y lo reconquistaba fácilmente en pocos meses, derrotando en varias acciones sucesivas a los lugartenientes de Lúculo, Triarius y Fabio.
Los armenios prosiguieron su avance hacia la región del Tigris y ocuparon los distritos del norte, y casi obligaron a rendirse a la legión dirigida por Fannius que fue salvada del desastre por la llegada del propio Lúculo. 
A comienzos del 67 a. C. el rey de Atropatene y yerno de Tigranes, fue enviado contra Capadocia, donde combatió a las guarniciones romanas estacionadas allí, que fueron aniquiladas. En verano ya dominaba una buena parte del país. Lúculo, ante este retroceso y las consiguientes críticas en Roma, que ahora tenían el apoyo parcial de los optimates, tuvo que abandonar Armenia y avanzar hacia el Ponto para restablecer la situación. Cuando llegó al Ponto, Mitrídates se retiró hacia la Armenia Menor y cuando quiso ir en su persecución el ejército se amotinó, por lo que tuvo que permanecer en inactividad todo el verano dejando el campo libre a Mitrídates y Tigranes. 
Entonces llegaron a Asia legados del Senado Romano con órdenes de resolver la situación política en la zona, en la que Ponto tenía que ser reducida a provincia romana, pero se encontraron con que los romanos ya no dominaban el país. Entre los legados estaba el hermano del general, Marco Licinio Lúculo. Las noticias llegaron a Roma y los adversarios del general aprovecharon para desacreditarlo. Un decreto del senado transfirió el gobierno de Bitinia y la dirección de la guerra al cónsul de ese año, (67 a. C.), Manio Acilio Glabrión. Pero este hombre era completamente incompetente para la tarea asignada, y cuando llegó a la provincia y se enteró de cómo estaban las cosas, no hizo ninguna acción para cambiar la situación y asumir el mando, sino que debilitó aún más la posición de Lúculo al enviar un comunicado a las tropas anunciando que su comandante había sido sustituido y liberándolos de su obediencia. Al término del año 67 a. C., tanto Mitrídates como Tigranes habían recuperado buena parte de sus respectivos reinos, en tanto que Lúculo apenas tenía una fracción de sus anteriores fuerzas.
En 66 a. C. Pompeyo tomó el mando de una guerra ya ganada, en tanto que Lúculo fue abandonado por sus últimos hombres. Su sucesor solo le permitió llevarse de regreso a Roma una escolta de mil seiscientos soldados para su triunfo, un grupo de hombres tan proclive al motín que Pompeyo los consideraba inútiles por completo para el servicio militar. Pompeyo aumentó aún más la irritación de su predecesor y rival, procediendo a anular muchas de las iniciativas que este había promovido, incluso antes de que él hubiera abandonado la provincia.

### Retiro
De vuelta a Roma, fue privado del mando y de su triunfo, retrasado hasta que Cicerón logró que fuera celebrado en 63 a. C., por las maquinaciones de sus enemigos, pero no de un cuantiosísimo botín. 
Lúculo buscó consuelo en las artes y en las satisfacciones del ocio, retirándose de la vida política. Se construyó una espectacular mansión en el monte Pincio —de la cual hoy solo se conservan los llamados Horti Luculliani, como parte de la Villa Borghese—, un lugar tan fastuoso que no sería igualado hasta los tiempos de Nerón y su Domus Aurea. También construyó otras villas en Campania y en Túsculo. Habiendo visto Tuberón el Estoico su gran villa en la costa cerca de Nápoles, con sus collados suspendidos en el aire por medio de dilatados arcos, sus cascadas precipitándose en el mar, sus canales y estanques para la piscicultura y los mil y un lujos de los que disponía, no pudo menos de llamarle "Jerjes togado". 
Tenía en Túsculo diferentes habitaciones y miradores de hermosas vistas, y, además, ciertos claustros abiertos y dispuestos para paseos. Pompeyo el Grande, al verlo, censuró el que, habiendo dispuesto aquella villa con tanta comodidad para el verano, la hubiera hecho inhabitable para el invierno, a lo que, sonriéndose, le contestó Lúculo que por qué iba él a ser menos que las grullas y las cigüeñas y no poder cambiar de casa con las estaciones.
Las cenas cotidianas de Lúculo eran un derroche de riqueza, no solo en paños de púrpura, vajilla, pedrería, entretenimientos, sino en los manjares más raros, delicados y exquisitos. Cenaba un día solo, y sus criados le pusieron una única mesa y una cena modesta. Molesto con ello, hizo llamar a su mayordomo, y como este le respondiese que no habiendo ningún convidado creyó no querría una cena más abundante, le dijo : «¡Pues cómo! ¿No sabías que hoy Lúculo cena con Lúculo?» Y a continuación se hizo servir un esplendoroso banquete que disfrutó él solo. 
Asimismo, introdujo a Roma la cereza, el melocotón  llamado entonces manzana persa y el albaricoque.
En sus últimos años de vida fue perdiendo progresivamente el juicio, aunque Cornelio Nepote indicaba que ello no fue debido a la vejez o la enfermedad, sino al brebaje que le ofreció uno de sus libertos, un tal Calístenes. Su hermano, que al parecer sentía gran afecto hacia él, se encargó de su cuidado y del de su cuantiosa hacienda, siguiéndole a la tumba poco después.
Lúculo se casó dos veces: primero con Clodia, hija de Apio Claudio Pulcro, de quien se divorció a su regreso de la guerra contra Mitrídates, a causa de su conducta licenciosa y despilfarradora, y en segundo lugar, con Servilia, hija de Quinto Servilio Cepión, y media hermana de Marco Porcio Catón. Con esta última tuvo un hijo, de nombre Lucio.

## Semblanza
Descrito por Plutarco como «de gallarda estatura, de buena presencia y elegante en el decir», Lúculo pasaría a la Historia por sus extravagancias, convertido en el prototipo del lujo desmedido, a pesar de su talento, inteligencia y honestidad. 
Recibió una excelente instrucción y hablaba correctamente las lenguas griega y latina. Recordado como hombre de vastísima cultura, protector de las artes y las letras, fue el único romano notorio en la República tardía que expresó interés en la idea de construir una biblioteca pública. Acerca de su afición a las letras refiere Plutarco que siendo todavía joven, con ocasión de cierta disputa que tuvo con el jurisconsulto Hortensio y el historiador Sisena, se comprometió a escribir la historia de la guerra mársica, en verso o en prosa, en griego o en latín, según lo declarase la suerte, y parece que ésta determinó que fuera en prosa griega. Por desgracia, esta obra está hoy perdida.